# Эссен, Мария Моисеевна
Мария Моисеевна Э́ссен (партийные псевдонимы Зверь, Сокол, урожд. Берцинская; 3 декабря 1872, Брест-Литовск (Самара?) — 4 февраля 1956, Москва) — российская революционерка-большевичка, член РСДРП с 1898 года. Член Союза писателей СССР (1938-9).

## Биография
Родилась в семье мелкого железнодорожного служащего Моисея Берцинского. В семье было пятеро детей, все они взяли фамилию матери — Эссен. Мария окончила курсы медсестер.
В революционном движении с начала 1890-х годов, вела работу в Одессе и Екатеринославе, с 1897 года — член Киевского «Союза борьбы за освобождение рабочего класса».
Возглавляла возникшую в 1898 году в Екатеринбурге «Уральскую группу социал-демократов», ставшую преемником «Уральского рабочего союза». В апреле ими были проведены одни из первых в крае маёвок. В том же году группа подверглась разгрому, Эссен скрылась в Бишкиле, где принимала участие в работе организованной в 1897 году подпольной типографии.
В июне 1899 года арестована по делу «Уральского рабочего союза» и в январе 1901 года сослана на пять лет в Якутскую область в Олёкминск. В феврале 1902 года бежала за границу. Как пишет Гордеев: «на конных санях, взяв до Иркутска 6 тысяч пельменей, с верным другом — Кудриным». Пребывала в Швеции, Польше, Германии, Франции, Швейцарии. В Женеве жила у В. И. Ленина, работала в типографии, где печаталась ленинская «Искра». В своём письме осенью 1905 года Ленин обращался к ней: «Дорогая зверушка!». У жандармов Эссен числилась как Шикарная.
В 1902—1903 годах — член Петербургского комитета РСДРП, большевичка. В сентябре 1903 года была кооптирована в ЦК РСДРП (член по 1904 год), член Русского бюро ЦК РСДРП (кооптирована в октябре 1903).
В 1904 году была вновь арестована, в июне 1905 года выслана на пять лет в Архангельскую губернию, по дороге сбежала.
Кандидат в члены ЦК РСДРП (27.4(10.5) — 17.(30).1905).
В 1905 году — член Петербургского, в 1906 — Московского комитетов партии.
С 1907 года от партийной деятельности отошла.
В 1917 году — член Тифлисского Совета рабочих депутатов, примкнула к группе социал-демократов-интернационалистов. В 1920 году вступила в РКП(б). В 1921—1925 была на партийной работе в Грузии, заведовала отделом агитации ЦК Компартии Грузии, редактор его «Известий», с 1922 года — заведующая агитпропом Тифлисского комитета РКП(б) и культотделом Совета профсоюзов. В 1922 года — редактор журнала «Кавказский рабочий». В 1923—1925 годах — ректор Тифлисского политехнического института.
С 1925 работала в Москве. В 1925—1929 годах — заместитель председателя Государственной плановой комиссии при СНК РСФСР. В 1929—1930 годах — в Народном комиссариате путей сообщения СССР. Работала в Госиздате, Комакадемии, Истпарте (1927—1930), затем в Институте Ленина, с 1930 года — в Коммунистическом институте журналистики. В 1933—1942 годах работала в Гослитиздате.
Персональный пенсионер с 1955 года.
Прозаик Вера Морозова написала об Эссен повесть «Побег из Олекминска» (М., 1986). Ей также посвящена работа димитровградского публициста Валерия Л. Гордеева «Жуткий „зверь“ впервые был пойман в Мелекессе».
Неподалёку от станции Бишкиль установлен гранитный обелиск с мраморной доской: «Здесь в 1897 г. была установлена подпольная типография. В ней работала Эссен М. М., впоследствии ближайший соратник В. И. Ленина».